# Аргуновська
Аргуновська (рос. Аргуновская) — присілок в Вельському районі Архангельської області Російської Федерації.
Населення становить 133 особи. Входить до складу муніципального утворення Аргуновське муніципальне утворення.

## Історія
Від 1937 року належить до Архангельської області.
Від 2004 року належить до муніципального утворення Аргуновське муніципальне утворення.

## Населення
| 2002 | 2010 | 2012 | 2014 |
| ---- | ---- | ---- | ---- |
| 60   | ↗108 | ↘105 | ↗133 |